# Andre de Jong
Andre Ernest de Jong (* 2. November 1996 in Auckland) ist ein neuseeländischer Fußballspieler. Er ist auf dem Spielfeld im Sturm beheimatet und führt diese Rolle dort als Linksaußen aus.

## Karriere

### Verein
Zur Saison 2013/14 wechselte er von der Jugend des Wanderers SC fest in dessen erste Mannschaft. Danach zog es ihn zur Spielzeit 2015/16 weiter zu Canterbury United. Von hier wechselte er aber bereits im April 2016 schon weiter zu Hakoah Sydney. Von diesen kehrte er aber im Sommer zu Canterbury zurück und ab März 2017 stand er wieder bei Hakoah unter Vertrag. Dann spielte er von Oktober 2017 bis März 2018 beim Eastern Suburbs AFC und von März bis Oktober 2018 erneut bei Hakoah. Danach war er wiederum von Oktober 2018 bis zum Sommer 2019 bei Eastern Suburbs.
Zur Saison 2019/20 wechselte er dann nach Südafrika, wo er sich dem AmaZulu FC anschloss. Seit der Spielzeit 2022/23 steht er bei Royal AM unter Vertrag.

### Nationalmannschaft
Seinen ersten Einsatz im Dress der neuseeländischen A-Nationalmannschaft hatte er am 24. März 2018 bei einer 0:1-Freundschaftsspielniederlage gegen Kanada, als er zur 59. Minute für Michael McGlinchey eingewechselt wurde. Anschließend folgten noch weitere Freundschaftsspiele.
Anfang 2022 wurde er auch in der in Katar ausgetragenen OFC-Qualifikation für die Weltmeisterschaft 2022 eingesetzt, dort schaffte er es mit seinem Team bis ins Interkontinental-Playoff, wo man dann aber Costa Rica mit 0:1 unterlag.